# Edith Alice Müller
Edith Alice Müller (5 de febrero de 1918 - 24 de julio de 1995) fue una matemática y astrónoma suiza.

## Primeros años y formación
Müller nació en Madrid y asistió al Colegio Alemán antes de estudiar en la Escuela Politécnica Federal de Zúrich.
Finalizó su doctorado en Matemática en la Universidad de Zúrich una tesis doctoral titulada Aplicación de la teoría de grupos y análisis estructural de la decoración mora en la Alhambra de Granada. Esta tesis fue clave para estudiar los patrones geométricos islámicos en un momento en el que los historiadores suponían que estas formas no tenían relación con la ciencia y eran una simple artesanía. Esta investigación no penetró en la literatura de historia del arte hasta la década de 1980.

## Carrera
Trabajó como investigadora en los observatorios astronómicos de Zúrich (1946–1951), de la Universidad de Míchigan (1952–1954 y 1955–1962) y de Basel (1954–1955), antes de ser profesora ayudante en la Universidad de Neuchâtel en 1962. En 1972 se trasladó a la Universidad de Ginebra para ser profesora titular. Estudió principalmente física solar y fue la primera mujer en ser nombrada secretaria general de la Unión Astronómica Internacional, cargo que ocupó desde 1976 a 1979.